# Peterswald-Löffelscheid
Peterswald-Löffelscheid là một đô thị thuộc huyện Cochem-Zell, bang Rheinland-Pfalz, Đức. Đô thị này có diện tích 15,33 ki-lô-mét vuông.